# 永見啓応
永見 啓応（ながみ けいおう、1925年 - ）は、日本の数学者。愛媛大学名誉教授。専門は位相空間論。主に1960年代に次元論の分野で活躍した。

## 来歴・人物
1952年 愛媛県立松山農科大学（現・愛媛大学農学部）の数学教員となってから、1990年に退職して名誉教授となるまで、愛媛大学の教員として活動していた。
数学研究者としての最初期には徳島大学の発行する地方数学誌『四国数学紙上談話』誌に論文を投稿していたが、1950年代後半から『Nagoya Math. J.』誌や『J. Math. Soc. Japan』誌に相次いで論文を発表し、位相幾何分野の気鋭の研究者として注目を集めた。
1960年に、東京教育大学より理学博士の学位を取得。
1962年からは次元論に取り組んでいたアメリカの長老数学者、J・H・ロバーツとの共同研究に臨み、1963年から1965年にかけてデューク大学のロバーツの下に滞在研究している。永見が次元理論の専門家として、興味深い未解決問題を多数発見し、数学者として長いキャリアを持つロバーツが提示された問題を解くという、理論作成者と問題解決者の共同作業となって、計量依存の次元関数の理論の展開に大きく寄与した。1970年には、東京教育大学の児玉之宏の協力を得て、次元論の専門家向けテキストを刊行している。
1970年にニースで開催された国際数学者会議では位相幾何学分野で招待講演を行なった。

## 主な業績
- 次元論の研究
- 閉写像に関するフレヴィッツの問題の解決[6]